# نرسس
نرسس (به ارمنی: Ներսէս) نام کوچک مردانه رایج در میان ارمنیان می‌باشد و ممکن است به یکی از موارد زیر اشاره داشته باشد:
- نرسس اونانیان
- نرسس هوهانیسیان
- نرسس لامبروناتسی
- نرسس چهارم شنورهالی
- نرسس پوزاپالیان
- نرسس پنجم
- نرسس بالینتس
- نرسس یریتسیان
- کلیسای نرسس کبیر مقدس
- کلیسای نرسس مقدس